# Netzkultur
Als Netzkultur oder auch Internetkultur bezeichnet man die Kultur der digitalen Kommunikation in Datennetzen. Für viele Menschen ist digitale Kommunikation in Datennetzen ein fester Bestandteil ihres Alltags geworden.  Die sozialen Auswirkungen der Kommunikation in Datennetzen werden auch mit populären Begriffen wie „Cybergesellschaft“ beschrieben.

## Politik
Zu den politisch relevanten Themen innerhalb der Netzkultur gehören vor allem Datenschutz und Informationsfreiheit sowie die Förderung freier Inhalte und autonomer Informationsinfrastruktur. Statt der strafrechtlichen Verfolgung von Urheberrechtsverletzungen bei Filesharing werden innerhalb der Netzkultur in der Regel alternative Modelle wie z. B. eine Kulturflatrate gefordert.

## Wissenschaftliche Beschäftigung
Mittlerweile hat sich in der wissenschaftlichen Forschung ein eigenes Forschungsfeld zur Netzkultur etabliert. Insbesondere beschäftigt man sich in diesem Forschungsfeld mit der Frage sozialer und technischer Entitäten in vernetzten, internetbasierten Welten. Im Mittelpunkt stehen dementsprechend die sozio-technischen Interaktionen zwischen menschlichen und nicht-menschlichen Individuen. Diese Beschäftigung ist transdisziplinär und beinhaltet insbesondere medienwissenschaftliche, politikwissenschaftliche, kulturwissenschaftliche, soziologische, philosophische und psychologische Herangehensweisen. Verschiedene Forschungsjournale, -mailinglists und -zentren bilden die Breite des Forschungsfeldes ab.